# 옥정초등학교
옥정초등학교(玉井初等學校)는 대한민국 경기도 양주시에 있는 공립 초등학교이다.

## 연혁
- 2017년 9월 1일 : 초대 김정복 교장 취임
- 2017년 9월 1일 : 옥정초등학교 개교(초등 15학급, 병설유치원 3학급)
- 2017년 9월 27일 : 옥정초등학교 개교기념식
- 2018년 2월 9일 : 제1회 졸업식(22명)
- 2019년 9월 1일 : 초대 김정복 교장 퇴임,제2대 강종숙 교장 취임
- 2020년 1월 9일 : 제3회 졸업식(182명, 누계 294명)
- 2020년 3월 1일 : 초등 40학급, 특수 2학급, 유치원 3학급 편성
- 2021년 9월 1일 : 제2대 강종숙 교장 퇴임,제3대 기정은 교장 취임